# Edificio del Banco de Aragón

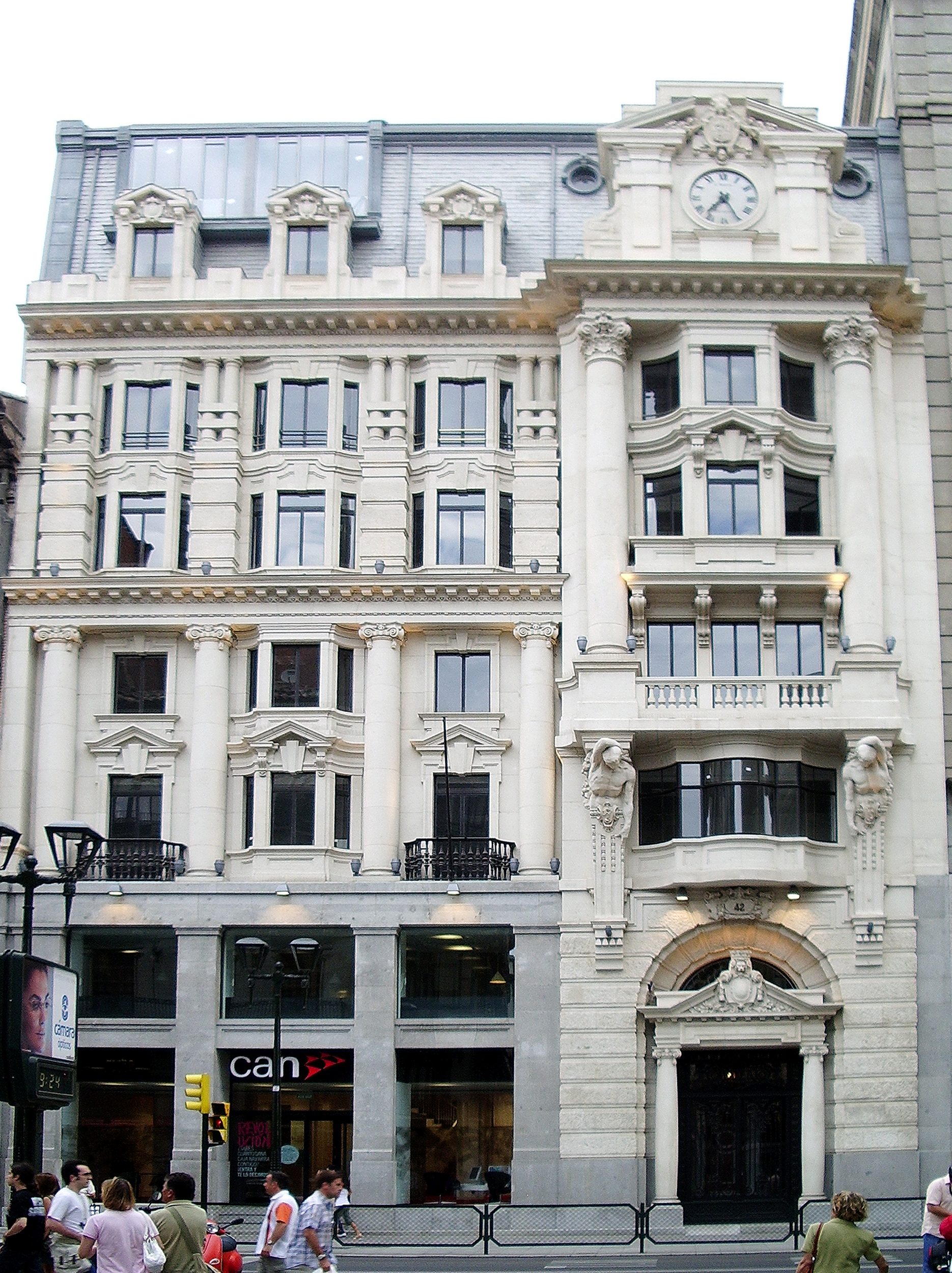
Banco de Aragón.

El edificio del Banco de Aragón es de estilo eclecticismo y neomanierismo. Proyectado por el arquitecto Manuel del Busto en 1913, asturiano pero afincado por mucho tiempo en Cuba, fue terminado en 1917 con la colaboración de importantes caneros y escultores zaragozanos, como Joaquín Tobajas, Silvestre Izquierdo y Salaverri o Enrique Viñado.
En el diseño de la fachada, muy ecléctica, influyó el manierismo francés de la segunda mitad del siglo XVI. Su ubicación certera, pues se puede contemplar desde la calle Alfonso I por un espectador que mire hacia la calle del Coso, realza el edificio.
Se trata de una fachada con órdenes de columnas gigantes, atlantes que sustentan un balcón voladizo de formas   ondulantes rectas y curvas, que se combinan con columnillas pareadas y fajadas, como las de los plintos del piso superior. El tejado tiene carácter de mansarda en pizarra, con buhardillas en su muy pronunciada inclinación del agua.